# Tachydromia undulata
Tachydromia undulata är en tvåvingeart som först beskrevs av Gabriel Strobl 1906.  Tachydromia undulata ingår i släktet Tachydromia och familjen puckeldansflugor. Inga underarter finns listade i Catalogue of Life.